# Anatoly Balchev

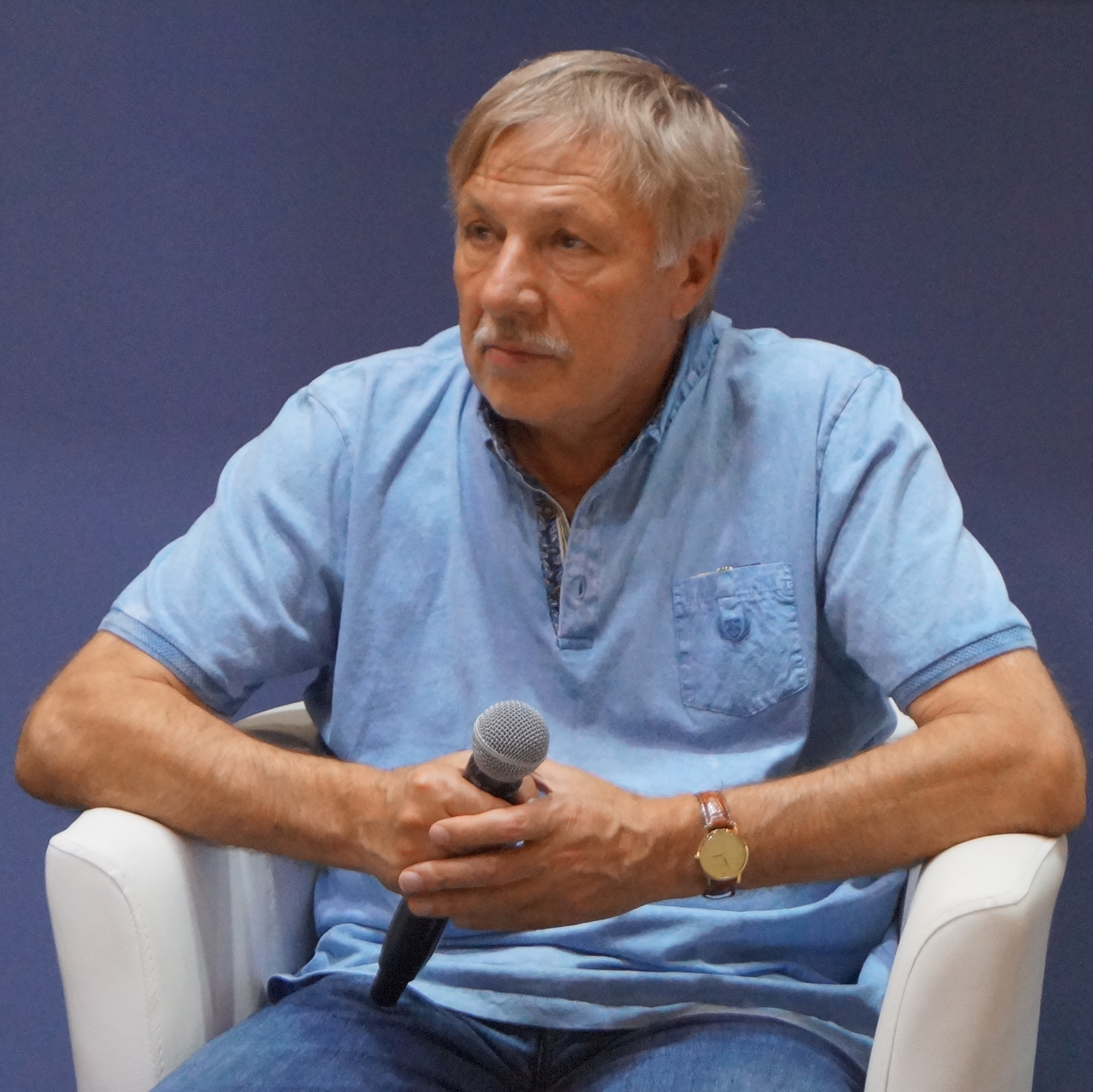
Anatoly Balchev, 2018

Anatoly Balchev (ukrainisch Анатолий Маркович Бальчев Anatolyj Markowytsch Baltschew; * 28. Juli 1946) ist ein Russischer Komponist, Schauspieler, Drehbuchautor und Regisseur.

## Leben und Wirken
Anatoly Balchev arbeitete zunächst als Komponist, wobei er Stücke fürs Kino und Theater sowie Songs für russische Popstars schuf und Alben mit eigenen Songs veröffentlichte. In dem  selbst geschriebenen Stück The Poets’ Café debütierte er 1990 als Regisseur.
In den 1990er Jahren war er Coproduzent des russisch-amerikanischen Projekts Cops in Russia, der russischen Variante der TV-Show COPS von Fox Television. 1998 gründete er das Apollo Filmstudio. Sein intensives Studium der in Holywood praktizierten Filmherstellung ermöglichte ihm, die Regie im russisch-amerikanischen Film Passenger aus San Francisco zu führen. Er hat mehrere Drehbücher geschrieben, die darauf warten, verfilmt zu werden.

## Filmografie (Auswahl)
- Высоцкий. Неизвестные страницы (Wyssozki. Unbekannte Seiten), 2017
- Пассажир из Сан-Франциско (Passagier aus San Francisco), 2014
- Vladimir Vysotsky’s 80th Birthday[3]

## Songs (Auswahl)
- Пасхальная (Ostern)
- Хризантемы (Chrysanthemen)
- У зим бывают имена (Winter haben Namen)
- Ялта (Jalta)